# Larry Evans (scrittore)
Larry Evans (... – Tucson, 26 aprile 1925) è stato uno scrittore, sceneggiatore e commediografo statunitense.

## Biografia
Romanziere, scrisse per il teatro e il cinema. Fu autore di sedici tra soggetti e sceneggiature cinematografiche portati sullo schermo dal 1916 al 1934. 
Una sua storia, The Painted Lady, fu adattata varie volte per il cinema con differenti titoli come anche il suo lavoro teatrale Someone in the House, scritto insieme a George S. Kaufman e interpretato a Broadway da Lynn Fontanne.
John Ford, nel 1925, diresse Cuore di combattente, tratto da un romanzo di Evans.

## Filmografia
- Then I'll Come Back to You, regia di George Irving - romanzo (1916)
- High Finance, regia di Otis Turner - storia (1917)
- La bugia muta (The Silent Lie), regia di Raoul Walsh - racconto Conahan (1917)
- Cassidy, regia di Arthur Rosson - storia (1917)
- When a Man Sees Red, regia di Frank Lloyd - storia The Painted Lady (1917)
- The Wife He Bought, regia di Harry Solter - storia One Clear Call (1918)
- His Own Home Town, regia di Victor Schertzinger - scenario (1918)
- Once to Every Man, regia di T. Hayes Hunter - romanzo (1918)
- Someone Must Pay, regia di Ivan Abramson - lavoro teatrale Someone in the House (1919)
- Someone in the House, regia di John Ince - lavoro teatrale Someone in the House (1920)
- Money! Money! Money!, regia di Tom Forman - storia (1923)
- Are You a Failure?, regia di Tom Forman - storia (1923)
- The Painted Lady, regia di Chester Bennett - storia The Painted Lady (1924)
- Winner Take All, regia di W. S. Van Dyke - storia (1924)
- Cuore di combattente (The Fighting Heart), regia di John Ford - romanzo Once to Every Man (1925)
- Gli occhi dell'anima (Pursued), regia di Louis King - storia The Painted Lady (1934)